# Ernie Fletcher

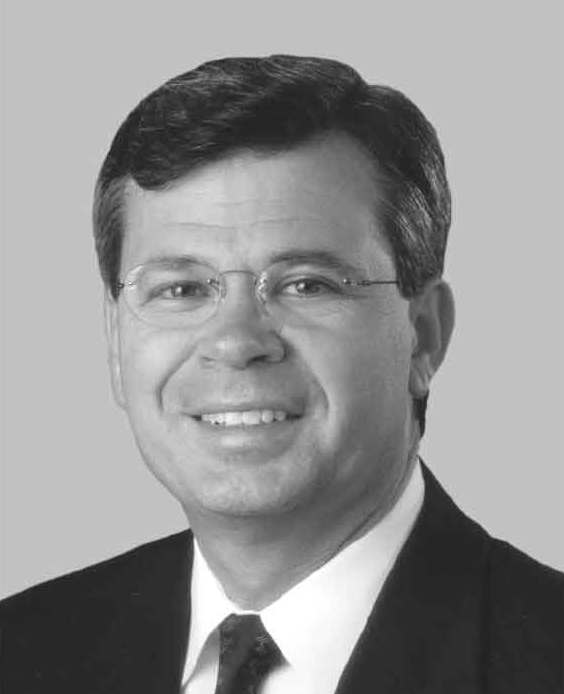
Ernie Fletcher

Ernest Lee „Ernie“ Fletcher (* 12. November 1952 in Mount Sterling, Montgomery County, Kentucky) ist ein US-amerikanischer Politiker der Republikanischen Partei. Er war von 2003 bis 2007 Gouverneur des US-Bundesstaates Kentucky. 

## Frühe Jahre und politischer Aufstieg
Ernie Fletcher absolvierte 1970 die LaFayette High School in Lexington; ein bis 1974 andauerndes Studium an der University of Kentucky schloss sich an. Die Jahre zwischen 1974 und 1979 verbrachte er bei der US Air Force. Es folgten ein Medizinstudium und die Zulassung als Arzt. Zwei Jahre lang war er Leiter der Saint Joseph Medical Foundation und zwölf Jahre praktizierte er als Hausarzt in Lexington.
Seit 1995 war Fletcher Abgeordneter im Repräsentantenhaus von Kentucky. Dort war er im Ausschuss zur Bekämpfung der Armut und im Ausschuss zur Verbesserung der Bildungsmöglichkeiten. Außerdem beriet er den Gouverneur in Fragen des Gesundheitswesens. Im Jahr 1999 wurde er in das Repräsentantenhaus der Vereinigten Staaten gewählt und war dort in mehreren Ausschüssen tätig. Er verblieb im Kongress bis zu seiner Wahl zum Gouverneur von Kentucky im Jahr 2003.

## Gouverneur von Kentucky
Bei der Gouverneurswahl im November 2003 besiegte er seinen demokratischen Gegenkandidaten Ben Chandler mit 55 % der Stimmen. Er wurde damit der erste republikanische Gouverneur von Kentucky seit 1971. Fletcher hatte seit seinem Amtsantritt mit schlechten Umfragewerten zu kämpfen, die daraus resultierten, dass er einerseits eine als willkürlich empfundene Sonderwahl ausrief, als ein beliebter demokratischer Senator des Staates überraschend verstarb, andererseits übermäßig viel Staatsgelder für die Renovierung des Gouverneurssitzes verwendete. Ein Großteil der Kontroverse mündete in die Kürzung der Gesundheitsfürsorge für Staatsangestellte. Selbst sein eigener Bruder beteiligte sich an den gegen Fletcher gerichteten Protesten. Im November 2004 wurden Rufe laut, Ernie Fletcher seine Approbation als Arzt zu entziehen, da er einen Hinrichtungsbefehl gegeben hatte. Auf der anderen Seite hatte Fletcher die Verwaltung gestrafft und neue Arbeitsplätze in Kentucky geschaffen. Die Zustimmung der Bevölkerung zu seiner Politik nahm erneut stark ab, als er Mitglieder seiner Regierung begnadigte, die gegen geltende Gesetze verstoßen hatten. Auch er selbst wurde einiger Vergehen beschuldigt, die ihm aber nicht nachgewiesen werden konnten.
Bei den Wahlen des Jahres 2007 konnte er sich aufgrund seiner noch weiter abgesunkenen Beliebtheit nicht gegen den Demokraten Steve Beshear durchsetzen. Daher musste er am 11. Dezember 2007 aus dem Amt scheiden. Er ist mit Merry Glenna Foster verheiratet und hat zwei Kinder sowie vier Enkelkinder.